# Золотий Храм (роман)
«Золотий Храм» (яп. 金閣寺 Кінкакудзі) — роман японського письменника Юкіо Місіми. Публікувався частинами з січня по жовтень 1956 року в журналі «Сінто», після чого в тому ж році був виданий окремою книгою. Відзначений літературної премії Йоміурі. Цей роман вважається не тільки однією з вершин творчості Місіми, але і входить до числа найпопулярніших у світі творів японської літератури.
У романі у формі псевдосповіді пропонується авторська версія історії психічно неврівноваженого монаха, який у 1950 році спалив храм Кінкку-дзі у Кіото.

## Історія  створення роману
У 1950 році буддійський чернець в нападі божевілля спалив храм Кінкаку-дзі, який є найзнаменитішою архітектурною пам'яткою Кіото. Місіма, який вважав, що загибель робить Прекрасне ще більш досконалим, був вражений цією подією, і таким чином народилася ідея роману, який був завершений в 1956 році.
Роман «Золотий храм» є спробою Місіми обґрунтувати можливість життя без Прекрасного. У романі для головного героя Мідзогуті прекрасне втілюється в конкретному об'єкті, його ідеал стає предметним.

## Сюжет

### Характеристика головного героя
Оповідач Мідзогуті — син бідного провінційного священника. Бувши кволою дитиною, яка страждає заїканням, Мідзогуті з дитинства терпів глузування однолітків, віддалявся від них, що зробило його замкнутою відлюдькуватою людиною, при цьому в душі він уявляв себе то великим володарем, то великим художником.

### Ранні роки

#### Перша згадка  про Золотий  храм
У дитинстві батько розповідав Мідзогуті про Золотий храм як про найпрекрасніше, що тільки може бути на світі, і Золотий храм став для Мідзогуті ідеалом Прекрасного, причому ідеалом абстрактним, відірваною від зображень Кінкаку-дзі  на картинах і фотографіях. Повторюючи слова і вдивляючись у ієрогліфи «Золотий храм», Мідзогуті малював у своїй уяві картини, які не мали нічого спільного з жалюгідними, за його твердженням, зображеннями в книгах.

#### Кортик
В один з днів у гімназії, у якій навчався Мідзогуті, прийшов колишній випускник, нині курсант військово-морського училища. Цей юнак  справив на Мідзогуті сильне враження, здавався йому молодим богом — все в ньому було чудово: спортивна статура, гарний мундир, прекрасний морський кортик.
Коли курсант роздягнувся і відійшов, щоб поборотися з одним із гімназистів, Мідзогуті підкрався до залишеного одягу і іржавим ножиком залишив на блискучих ножнах кортика кілька потворних подряпин. У цій події полягала перше святотатство, перший факт знищення Прекрасного руками Мідзогуті.

#### Уїко
По сусідству з Мідзогуті жила гарна дівчина на їм'я Уїко. Одного разу ввечері Мідзогуті підкараулив її й вискочив перед нею на дорогу, коли та їхала на велосипеді, але від хвилювання і заїкання не міг вимовити ні слова. Мати Уїко поскаржилася дядькові Мідзогуті, який його жорстоко висварив. Після цього Мідзогуті прокляв Уїко і став бажати їй, свідкові його ганьби, смерті. Через деякий час Уїко загинула від руки свого коханого, побіжного матроса, коли жандарми змусили її показати, де він ховається.
Це подія послужила виникненню твердої віри Мідзогуті в силу своїх проклять.

#### Перша зустріч з Золотим  храмом

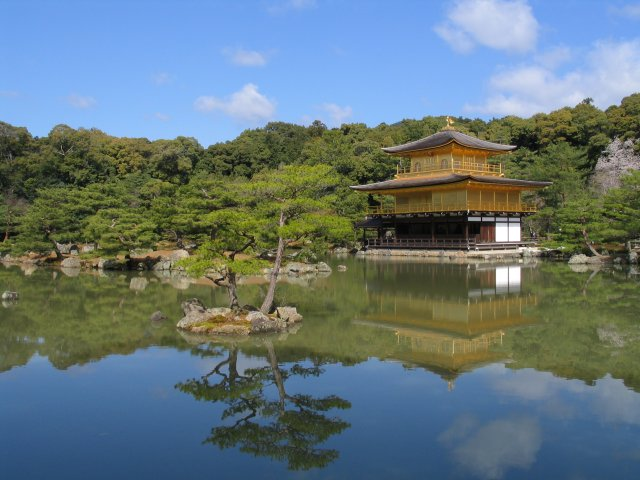
Відображення Золотого храму в воді, яким його, можливо, бачив Мідзогуті

Одного разу батько взяв Мідзогуті з собою в Кіото, бажаючи представити сина своєму приятелю — преподобному Досену, настоятелю Золотого храму. При першій зустрічі Золотий Храм не вразив Мідзогуті, поставши йому нічим не видатною будівлею, потемнілою від старості. Набагато більше Мідзогуті сподобалося відображення храму в озері і його макет на першому ярусі.
Мідзогуті прийшов до висновку, що Прекрасне для власного захисту має ховатися й обманювати людський погляд.
Однак після повернення з Кіото Золотий Храм знову заволодів душею Мідзогуті, він подолав випробування реальністю, щоб зробити мрію ще полоненою.

### У буддійській школі
Незабаром після поїздки в Кіото батько Мідзогуті помер, і хлопчик переїхав у Кіото, став жити при Золотому храмі і поступив в школу при буддійській академії Ріндзай. Мідзогуті багато разів ходив дивитися на Золотий Храм. Він благав Храм полюбити його, відкрити йому свою таємницю.
У школі Мидзогуті сблизився с іншим послушником, на ім'я Цурукава, чий характер втілював усі позитивні людські якості. Однак Цурукава не був здатен любити Золотий Храм так, як Мідзогуті, бо поклоніння останнього  перед Храмом ґрунтувалося на усвідомленні власної потворності  (заїкання).
Мідзогуті був дуже здивований, що Цурукава не сміявся над його заїканням — Цурукава пояснив, що він не з тих, хто звертає увагу на такі речі. Досі Мідзогуті стикався  тільки з насмішками, що його ображало, та зі співчуттям, яке він ненавидів. Цурукава відкрив йому дещо зовсім  нове: душевну чуйність. Цурукава ігнорував його заїкання, при цьому Мідзогуті для нього залишався  самим собою, в той час, як  Мідзогуті вважав, що ігнорування його заїкання відвергає усе його існування.
Одного разу до Мідзогуті прийшло  усвідомлення того, що Золотий храм може загинути від бомбардування: американська авіація бомбила Токіо, і усі з дня на день  очікували початок бомбардувань Кіото. Перш ніж, коли сам хлопчик належав к тлінного світу, Храм здавався вічним. Тепер вони з Храмом жили одним життям, їм загрожувала спільна небезпека — згоріти в полум'ї бомбардування. Мідзогуті був щасливий, бачачи в мріях місто, охоплене пожежею.
Однак, війна закінчилась, храм залишився неушкодженим, Мідзогуті відчував, що його зв'язок з храмом обірвався.

### В університеті
У 1947 році Мідзогуті вступив на підготовче відділення університету. Тут він заприєтелював зі студентом, на ім'я Касівагі, який був клишоногим, і Мідзогуті порахував, що він буде для нього відповідною компанією. Касівагі в романі виступає злою сутністю, відіграє роль Мефістофіля. Саме завдяки Касівагі Мідзогуті здійснює низку більш або менш значних святотатств, початок яким було покладено ще в дитинстві історією з курсантським кортиком.
Храм раніше обіймав в душі Мідзогуті головне місце, і часто його образ заважав здійснити ту чи іншу дію, зокрема, у стосунках з жінками.
Мідзогуті став гірше вчитися, прогулювати заняття. Частково це було обумовлено впливом Касівагі, частково — переконаністю в тому, що Досен затаїв на нього злість, яку той, втім, ніколи не виявляв. Приводами до такої злості Мідзогуті вважав ряд подій, які могли скомпрометувати Досена і Мідзогуті в очах один одного:
- Одного разу американський військовий змусив Мідзогуті наступити на супутню його повію, в результаті чого у неї стався викидень і вона прийшла в храм вимагати компенсації;
- Як-то Мідзогуті зустрів преподобного в суспільстві гейші і той вважав, що послушник шпигує за ним.

Зрештою настоятель оголосив Мідзогуті, що той час, коли він хотів зробити його своїм наступником, минуло. Мідзогуті і раніше це знав, однак після цієї розмови вирішив втекти з храму.

### Втеча
Мідзогуті купив таблицю з передбаченням, щоб визначити маршрут своєї подорожі. Він не вірив у пророкування, однак вирішив таким чином довірити свою долю волі випадку. На табличці значилося, що в дорозі його чекає нещастя і що найнебезпечніший напрямок — північний захід. Саме в цьому напрямку він вирушив.
У містечку Юра на березі моря до Мідзогуті прийшла думка, яка розросталася і набирала силу. Він вирішив спалити Золотий Храм. За його словами, тепер вже не думка належала йому, а він належав цій думці.
Власниця готелю, в якому жив Мідзогуті, викликала поліцейського, який привіз його назад в Кіото.

### Фінал
Мідзогуті повернувся в Кіото і навесні 1950 року закінчив підготовче відділення університету. У цей час Касівагі, який позичив Мідзогуті гроші під відсотки і не отримав борг назад, показав розписку настоятелю і той пригрозив Мідзогуті, що вижене його з Храму, якщо подібне буде тривати надалі.
Одного разу Мідзогуті відправився в публічний будинок, і на цей раз Золотий храм не завадив йому наблизитися до жінки — він провів ніч з повією.
В один із літніх днів було повідомлено, що в Золотому храмі не працює пожежна сигналізація. Мідзогуті побачив у цьому знак згори.
В останній момент Мідзогуті подумав, що так ретельно готувався до Діяння, тому що здійснювати його насправді було необов'язково. Але потім він згадав слова з книги «Ріндзайроку»: «Зустрінеш Будду — убий Будду, зустрінеш патріарха — убий патріарха, зустрінеш святого — убий святого, зустрінеш батька і мати — убий батька і матір, родича зустрінеш — убий і родича. Лише так ти досягнеш просвітлення і позбавлення від тлінності буття».
Ці слова повернули ченцю рішучість. Він підпалив зв'язки соломи, принесені в Храм, згадав про ножі і миш'як, які взяв із собою. У Мідзогуті виникла думка заподіяти собі смерть в охопленому пожежею третьому ярусі Храму — Вершини Прекрасного, але двері туди виявилася замкненими, вибити їх не вдалося. Тоді він зрозумів, що Вершина Прекрасного відмовляється його прийняти. Спустившись вниз, Мідзогуті вискочив з Храму і побіг. Отямився він на горі Хідарідеймондзі, коли храму вже не було видно, тільки видно язики полум'я.
Чернець викинув ніж та миш'як, закурив. На душі було спокійно, як після добре виконаної роботи.
«Ще поживемо» — такою була фінальна репліка героя.

## Екранізації та інші твори за мотивами роману

### Фільми
- Фільм «Полум'я» (також «Велика пожежа», яп. 炎上, 1958). Режисер: Кон Ітікава.
- Фільм «Золотий храм» (яп. 金閣寺, 1976). Режисер: Еіті Такабаяси.

### Інше
- Опера «Золотий храм» (яп. 金閣寺, 1976). Композитор: Тосіро Маюдзуми. Лібрето — на основі німецького перекладу роману.
- «Золотий храм» (2002), сучасний танець Кенджі Каварасакі.
- «Золотий храм» (2011), сценічна адаптація Сержа Ламоте.